# Vuelo 118 de Aviaco
El 13 de agosto de 1973 el vuelo 118 de Aviaco que cubría la ruta entre el Aeropuerto de Madrid-Barajas al Aeropuerto de La Coruña con un SE 210 Caravelle con matrícula EC-BIC, se estrelló entre una densa niebla en la localidad de Montrove (Oleiros), a escasos 3 km de su destino programado. El accidente se produjo tras tres intentos de aterrizaje, los dos primeros resultaron en la ejecución de la maniobra llamada motor y al aire debido a la escasa visibilidad, y en el tercer intento el avión colisionó con unos árboles eucaliptos próximos a la pista. Fallecieron las 85 personas del avión (79 pasajeros y 6 tripulantes).
La causa oficial del accidente fue la infracción de las normas de seguridad aérea por parte del piloto al aterrizar con poca visibilidad. Este hecho se consideró aún más grave considerando que en el Aeropuerto de Santiago de Compostela, situado a tan solo 45 km de distancia, la visibilidad era buena en el momento del accidente.

## Accidente
El avión despegó desde el Aeropuerto de Madrid por la mañana, a su hora prevista. Cuando estaba aproximándose a su destino, el Aeropuerto de La Coruña, la tripulación fue informada a las 10:14 de la mañana, via radio de que había niebla en el aeropuerto que hacia que la visibilidad fuese muy escasa, y se le ofreció hacer patrón de espera para ver si la visibilidad mejoraba con el paso de los minutos. La tripulación no obstante, optó por continuar su aproximación, para poder así evaluar las condiciones reales de visibilidad sobre el terreno y ver si era seguro aterrizar. Tras esta primera aproximación, se frustró y se hizo una maniobra de motor y al aire al considerar el comandante que la operación no era segura, eran las 10:23 de la mañana.
El avión se mantuvo volando en el patrón de espera durante casi una hora, momento en el que la tripulación fue informada por los controladores aéreos de la torre del Aeropuerto de La Coruña de que la niebla se estaba disipando y que la visibilidad en ese momento, a las 11:20 de la mañana.
Tras esta nueva comunicación, la tripulación inicia una nueva aproximación, pero acaba realizando por segunda vez la maniobra de motor y al aire, ya que la visibilidad seguía siendo escasa. Minutos antes, esa comunicación por radio, el controlador le había informado de que la visibilidad era en esos momentos de unos 1500m horizontales y 250-300 metros de visibilidad vertical.
Unos 20 minutos después de esta segunda aproximación, sobre las 11:40 de la mañana, la tripulación inicia por tercera vez el descenso hacia la pista de aterrizaje. Durante la maniobra, el avión descendió demasiado, y chocó con unos árboles de un bosque de eucaliptos en el monte La Barreira, en Montrove, a tres kilómetros del aeropuerto.
Tras la colisión, el avión siguió avanzando, chocando contra varias casas hasta quedar finalmente partido en tres piezas y provocando un incendio en el que fallecieron 84 de sus 85 ocupantes, incluidos los seis miembros de la tripulación del vuelo.
En el momento del impacto contras las viviendas, había dos obreros trabajando en ellas que intentaron rescatar a los pasajeros.
Se tuvo constancia del accidente, cuando uno de los testigos del mismo llamó al Aeropuerto de La Coruña para informar de lo sucedido, y entonces se movilizó a la Guardia Civil y la Cruz Roja, que empezaron las tareas de rescate.Se consiguió rescatar a un superviviente, que fue llevado al hospital en el que fallecería horas después.
Ese mismo día, horas más tarde, Aviaco emitía un comunicado en el que informaba del accidente y confirmaba que la caja negra del avión había sido recuperada.

## Causas
Pese a que no se dispone de un informe oficial sobre la causa del accidente, todo parece indicar que la densa niebla reinante ese día en el Aeropuerto de La Coruña, que impedía la correcta visibilidad de la pista de aterrizaje, fue el factor determinante en este trágico suceso, como así lo recoge el comunicado que emitió la aerolínea Aviaco, el mismo día del accidente a las seis y cuarto de esa tarde.Tras una tercera aproximación, debido a la baja visibilidad, el avión chocó con unos árboles que se encuentran en la senda de aproximación a la pista de aterrizaje y explotó tras el intento del comandante de aplicar potencia al motor para intentar ganar altura de nuevo.

## Medidas adoptadas
En aviación, es una práctica habitual el desviar el vuelo a un aeropuerto alternativo si las condiciones para aterrizar en el destino originalmente programado no son seguras. Generalmente este tipo de operación se produce si la meteorología no permite un aterrizaje con seguridad.
Antes de este accidente, era común que los pilotos recibiesen una prima a modo de agradecimiento y reconocimiento por haber aterrizado en condiciones complicadas evitando así los problemas que sufrirían los pasajeros, al haber aterrizado en un aeropuerto distinto al que tenían programado. Para la aerolínea también suponía un coste, tanto a nivel monetario como logístico, ya que debía proporcionar a los pasajeros una forma de llegar a su destino original sin coste alguno para los mismos.
A raíz de este accidente, las aerolíneas dejaron de premiar a sus pilotos por este tipo de operación, para no fomentar aterrizajes que pudiesen poner en riesgo la seguridad del vuelo.

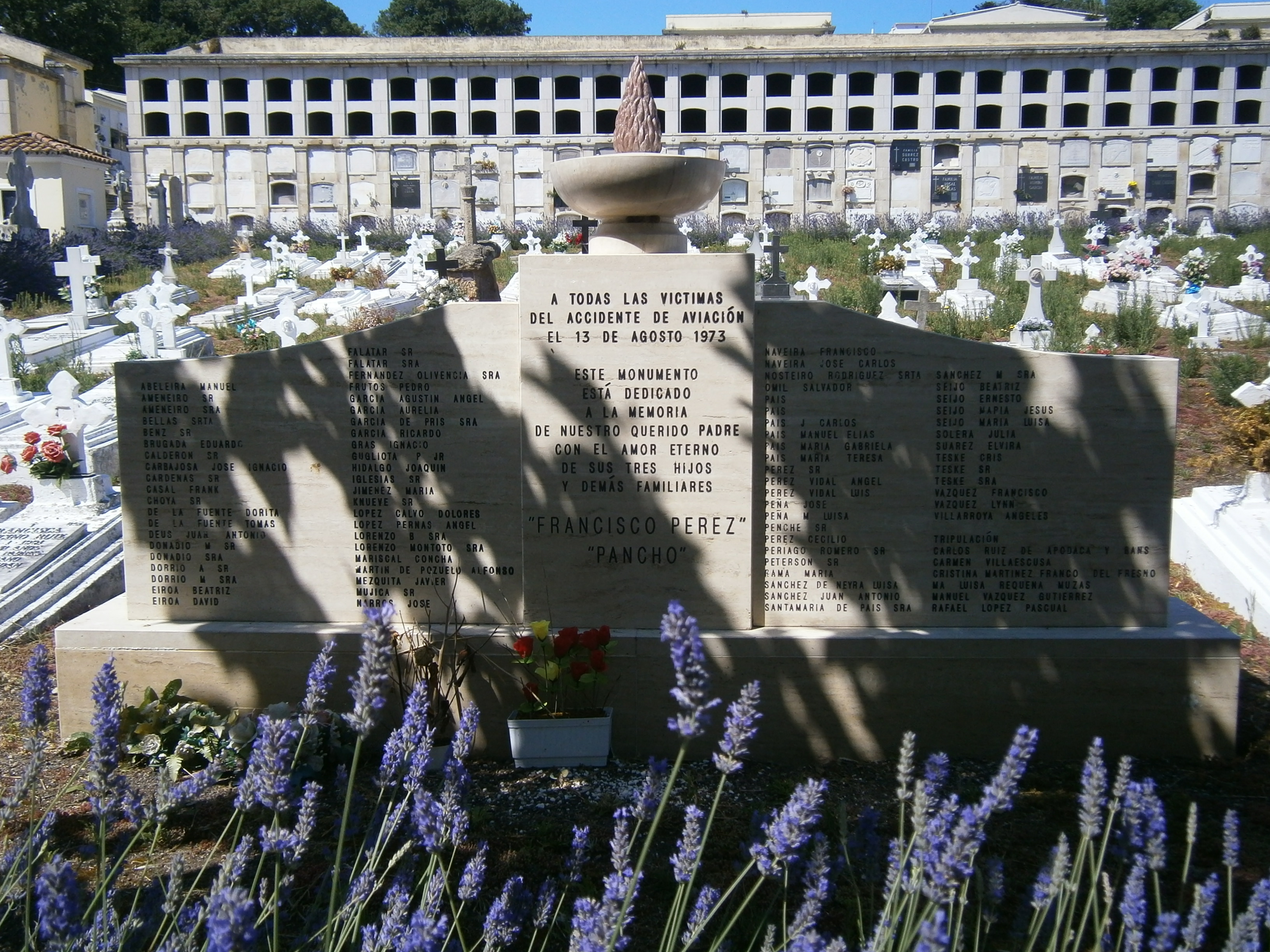
Monumento a las víctimas del accidente, en el cementerio de San Amaro

## Reconocimiento
El día 13 de agosto de 2014, 41 años después del suceso, se instaló en el Cementerio de San Amaro de La Coruña un monumento de mármol con forma de alas de avión en honor a las 85 víctimas mortales con sus nombres grabados. Este monumento fue impulsado por una de las familias de uno de los fallecidos en este accidente.
Muchos de los cuerpos de esas víctimas, no fueron identificados hasta años después gracias a la colaboración de los familiares, ya que en el año 1973, no se contaba con pruebas de ADN, y no se pudo dar sepultura a sus cuerpos. La mayoría de los cuerpos acabaron en fosas comunes en ese cementerio, pero sin una tumba ni un lugar que los identificase.